# 67th Avenue
67th Avenue è una fermata della metropolitana di New York situata sulla linea IND Queens Boulevard. Nel 2019 è stata utilizzata da 2 641 450 passeggeri. È servita dalla linea R sempre tranne di notte, dalla linea M durante i giorni feriali esclusa la notte, e dalla linea E solo di notte.

## Storia
La stazione fu aperta il 31 dicembre 1936.

## Strutture e impianti
La stazione è sotterranea, ha due banchine laterali e quattro binari, i due esterni per i treni locali e i due interni per quelli espressi. È posta al di sotto di Queens Boulevard e possiede quattro ingressi, due al lato est dell'incrocio con 67th Avenue e due al lato ovest dell'incrocio con 67th Drive.

## Interscambi
La stazione è servita da alcune autolinee gestite da MTA Bus.
- Fermata autobus